# Ajeromi-Ifelodun
Ajeromi-Ifelodun è una delle venti aree a governo locale (local government areas) in cui è suddiviso lo stato di Lagos, nella Repubblica Federale della Nigeria. Si estende su una superficie di 12,3 km² e conta una popolazione di 684.105 abitanti.